# Опсоменорея
Опсоменоре́я (от опсо-, др.-греч. μήν — «месяц» и ῥοία — «течение», «истечение») — нарушение менструального цикла в виде увеличения его продолжительности до 35 дней и более. При этом, кровотечение может быть как регулярным, так и неустойчивым, иногда — всего лишь несколько раз в год. Помимо редких менструаций, для опсоменореи характерен и ряд других симптомов. 